# Nahtmin (pap)
Nahtmin (vagy Minnaht) ókori egyiptomi pap volt, Min felolvasópapja Ahmímban.
Egy sztéléről ismert, amely ma a Zágrábi Régészeti Múzeumban található. A sztélén Nahtmin az isten itifallikus szobra előtt adorál. Janine Monnet Saleh a sztélét a középbirodalom korára datálja. A sztélé szövege Minhez és Hórusz különböző megjelenési formáihoz intézett himnuszokból áll, emellett a sztélé mellett elhaladókat is megszólítja. Wiedemann (1891) a szöveget a XIII. dinasztia korának első felére datálja.

## Fordítás
- Ez a szócikk részben vagy egészben  a   Nakhtmin (scribe) című angol Wikipédia-szócikk ezen változatának fordításán alapul.  Az eredeti cikk szerkesztőit annak laptörténete sorolja fel. Ez a jelzés csupán a megfogalmazás eredetét és a szerzői jogokat jelzi, nem szolgál a cikkben szereplő információk forrásmegjelöléseként.